# Ênio
Sebastião Enio Santos de Almeida (3 maart 2001), voetbalnaam Ênio, is een Braziliaans voetballer die onder contract ligt bij Botafogo FR. 

## Carrière
Ênio startte zijn carrière bij Botafogo FR. In augustus 2022 werd hij, samen met vier landgenoten, door Botafogo uitgeleend aan de Belgische tweedeklasser RWDM, dat eveneens in handen is van John Textor. In september streek met Vinícius Lopes een zesde Botafogo-huurling neer in het Edmond Machtensstadion. RWDM promoveerde in het seizoen 2022/23 naar de Jupiler Pro League, maar daar had Ênio geen aandeel in, want de Braziliaan kwam dat seizoen geen enkele keer in actie in een officiële wedstrijd van het eerste elftal.